# (12620) Simaqian
(12620) Simaqian ist ein Asteroid des äußeren Hauptgürtels, der am 24. September 1960 von dem niederländischen Astronomenehepaar Cornelis Johannes van Houten und Ingrid van Houten-Groeneveld entdeckt wurde. Die Entdeckung geschah im Rahmen des Palomar-Leiden-Surveys, bei dem von Tom Gehrels mit dem 120-cm-Oschin-Schmidt-Teleskop des Palomar-Observatoriums aufgenommene Feldplatten an der Universität Leiden durchmustert wurden.
Der Asteroid wurde am 22. Januar 2008 nach dem chinesischen Astrologen, Historiker und Schriftsteller Sima Qian (* um 145 v. Chr.; † um 90 v. Chr.) benannt, der das des Shiji (史記 / 史记) verfasste und als Begründer der chinesischen Geschichtsschreibung gilt.
Der Himmelskörper gehört zur Themis-Familie, einer Gruppe von Asteroiden, die nach (24) Themis benannt wurde.